# Campeonato Mundial de Media Maratón de 2020
El 24º Campeonato Mundial de Media Maratón fue una competición de media maratón organizada por la World Athletics. 
Aunque inicialmente programada para el 29 de marzo, por motivo de la pandemia de coronavirus, tuvo lugar el día 17 de octubre de 2020 en Gdynia, Polonia. 
Se inscribieron 283 atletas (157 hombres y 126 mujeres) en representación de 62 países.
La carrera se celebró a orillas del Mar Báltico sobre un circuito de 5,44 km al que había que dar cuatro vueltas, con la meta ubicada en la playa principal de la ciudad.

## Resultados

### Individual masculino
| Rank                                | Nombre                  | País        | Tiempo   | Notas                 |
| ----------------------------------- | ----------------------- | ----------- | -------- | --------------------- |
| Medalla de oro, Juegos Olímpicos    | Jakob Kiplimo           | Uganda      | 58'49"   | Récord del campeonato |
| Medalla de plata, Juegos Olímpicos  | Kibiwott Kandie         | Kenia       | 58'54"   |                       |
| Medalla de bronce, Juegos Olímpicos | Amedework Walelegn      | Etiopía     | 59'08"   | Personal Best         |
| 4                                   | Joshua Cheptegei        | Uganda      | 59'21"   | Personal Best         |
| 5                                   | Andamlak Belihu         | Etiopía     | 59'32"   | Season Best           |
| 6                                   | Leonard Barsoton        | Kenia       | 59'34"   | Season Best           |
| 7                                   | Stephen Mokoka          | Sudáfrica   | 59'36"   | Récord nacional       |
| 8                                   | Morhad Amdouni          | Francia     | 59'40"   | Récord nacional       |
| 9                                   | Benard Kimeli           | Kenia       | 59'42"   | Season Best           |
| 10                                  | Leul Gebresilase        | Etiopía     | 59'45"   | Season Best           |
| 11                                  | Hailemaryam Kiros       | Etiopía     | 1h00'01" | Personal Best         |
| 12                                  | Hamza Sahli             | Marruecos   | 1h00'04" | Personal Best         |
| 13                                  | Mohamed Reda El Aaraby  | Marruecos   | 1h00'17" | Personal Best         |
| 14                                  | Lesiba Precious Mashele | Sudáfrica   | 1h00'24" | Personal Best         |
| 15                                  | Mouhcine Outalha        | Marruecos   | 1h00'26" | Personal Best         |
| 16                                  | Victor Kiplangat        | Uganda      | 1h00'29" | Season Best           |
| 17                                  | Othmane El Goumri       | Marruecos   | 1h00'30" | Personal Best         |
| 18                                  | Jake Smith              | Reino Unido | 1h00'31" | Personal Best         |
| 19                                  | Stephen Kissa           | Uganda      | 1h00'34" |                       |
| 20                                  | Bohdan-Ivan Horodyskyy  | Ucrania     | 1h00'40" | Récord nacional       |

### Individual femenino
| Rank                                | Nombre                     | País      | Tiempo   | Notas           |
| ----------------------------------- | -------------------------- | --------- | -------- | --------------- |
| Medalla de oro, Juegos Olímpicos    | Peres Jepchirchir          | Kenia     | 1h05'16" | [ 3 ]           |
| Medalla de plata, Juegos Olímpicos  | Melat Yisak Kejeta         | Alemania  | 1h05'18" | [ 3 ]           |
| Medalla de bronce, Juegos Olímpicos | Yalemzerf Yehualaw         | Etiopía   | 1h05'19" | Personal Best   |
| 4                                   | Zeineba Yimer              | Etiopía   | 1h05'39" | Personal Best   |
| 5                                   | Ababel Yeshaneh            | Etiopía   | 1h05'41" |                 |
| 6                                   | Joyciline Jepkosgei        | Kenia     | 1h05'58" | Season Best     |
| 7                                   | Yasemin Can                | Turquía   | 1h06'20" | Récord nacional |
| 8                                   | Netsanet Gudeta            | Etiopía   | 1h06'46" | Season Best     |
| 9                                   | Brillian Jepkorir Kipkoech | Kenia     | 1h06'56" | Personal Best   |
| 10                                  | Rosemary Wanjiru           | Kenia     | 1h07'10" |                 |
| 11                                  | Dorcas Jepchumba Kimeli    | Kenia     | 1h07'55" |                 |
| 12                                  | Lonah Chemtai Salpeter     | Israel    | 1h08'31" | Season Best     |
| 13                                  | Fabienne Schlumpf          | Suiza     | 1h08'38" | Récord nacional |
| 14                                  | Juliet Chekwel             | Uganda    | 1h08'44" | Récord nacional |
| 15                                  | Sisay Meseret Gola         | Etiopía   | 1h09'02" | Personal Best   |
| 16                                  | Glenrose Xaba              | Sudáfrica | 1h09'26" | Personal Best   |
| 17                                  | Doreen Chemutai            | Uganda    | 1h10'18" | Personal Best   |
| 18                                  | Charlotta Fougberg         | Suecia    | 1h10'19" | Personal Best   |
| 19                                  | Úrsula Patricia Sánchez    | México    | 1h10'19" | Personal Best   |
| 20                                  | Andrea Soraya Ramírez      | México    | 1h10'20" | Personal Best   |

### Equipos masculinos
| Rank                                | País        | Equipo                                                               | Tiempo   |
| ----------------------------------- | ----------- | -------------------------------------------------------------------- | -------- |
| Medalla de oro, Juegos Olímpicos    | Kenia       | Kibiwott Kandie (2) Leonard Barsoton (6) Benard Kimeli (9)           | 2h58'10" |
| Medalla de plata, Juegos Olímpicos  | Etiopía     | Amedework Walelegn (3) Andamlak Belihu (5) Leul Gebresilase (10)     | 2h58'25" |
| Medalla de bronce, Juegos Olímpicos | Uganda      | Jacob Kiplimo (1) Joshua Cheptegei (4) Victor Kiplangat (16)         | 2h58'39" |
| 4                                   | Marruecos   | Hamza Sahli (12) Mohamed Reda El Aaraby (13) Mouhcine Outalha (15)   | 3h00'47" |
| 5                                   | Sudáfrica   | Stephen Mokoka (7) Lesiba Precious Mashele (14) Collen Mulaudzi (23) | 3h00'51" |
| 6                                   | Francia     | Morhad Amdouni (8) Florian Carvalho (27) Benjamin Choquert (32)      | 3h02'20" |
| 7                                   | Israel      | Tadesse Getahon (25) Maru Teferi (28) Girmaw Amare (39)              | 3h03'53" |
| 8                                   | España      | Ayad Lamdassem (31) Juan Antonio Pérez (36) Adel Mechaal (46)        | 3h05'30" |
| 9                                   | Italia      | Eyob Ghebrehiwet Faniel (26) Pietro Riva (43) Stefano La Rosa (44)   | 3h05'49" |
| 10                                  | Reino Unido | Jake Smith (18) Mohamud Ibrahim Aadan (50) Kristian Jones (60)       | 3h06'17" |

### Equipos femeninos
| Rank                                | País     | Equipo                                                                       | Tiempo   |
| ----------------------------------- | -------- | ---------------------------------------------------------------------------- | -------- |
| Medalla de oro, Juegos Olímpicos    | Etiopía  | Yalemzerf Yehualaw (3) Zeineba Yimer (4) Ababel Yeshaneh (5)                 | 3h16'39" |
| Medalla de plata, Juegos Olímpicos  | Kenia    | Peres Jepchirchir (1) Joyciline Jepkosgei (6) Brillian Jepkorir Kipkoech (9) | 3h18'10" |
| Medalla de bronce, Juegos Olímpicos | Alemania | Melat Yisak Kejeta (2) Laura Hottenrott (26) Rabea Schöneborn (54)           | 3h18'42" |
| 4                                   | Uganda   | Juliet Chekwel (14) Doreen Chemutai (17) Doreen Chesang (30)                 | 3h30'06" |
| 5                                   | México   | Úrsula Patricia Sánchez (19) Andrea Soraya Ramírez (20) Daniela Torres (21)  | 3h31'01" |
| 6                                   | Turquía  | Yasemin Can (7) Esma Aydemir (52) Fatma Demir (59)                           | 3h31'39" |
| 7                                   | Polonia  | Izabela Paszkiewicz (28) Katarzyna Jankowska (29) Angelika Mach (32)         | 3h33'01" |
| 8                                   | Suecia   | Charlotta Fougberg (18) Carolina Wikström (37) Hanna Lindholm (43)           | 3h33'37" |
| 9                                   | Ucrania  | Yeheniya Prokofyeva (23) Sofiia Yaremchuk (25) Olga Skrypak (60)             | 3h34'12" |
| 10                                  | Francia  | Susan Kipsang Jeptoo (31) Samira Mezeghrane (41) Melody Julien (59)          | 3h35'37" |

## Tabla de medallas
| Rank | País     | Medalla de oro, Juegos Olímpicos | Medalla de plata, Juegos Olímpicos | Medalla de bronce, Juegos Olímpicos | Total |
| 1    | Kenia    | 2                                | 2                                  |                                     | 4     |
| 2    | Etiopía  | 1                                | 1                                  | 2                                   | 4     |
| 3    | Uganda   | 1                                |                                    | 1                                   | 2     |
| 4    | Alemania |                                  | 1                                  | 1                                   | 2     |